# سوتلوفکا
سوتلوفکا (به لاتین: Svetlovka) یک منطقهٔ مسکونی در روسیه است که در باشقیرستان واقع شده‌است.